# لا شو دو فون (سويسرا)
لا شو دو فون (بالفرنسية: La Chaux-de-Fonds)‏ هي بلدية ومدينة تقع في سويسرا في كانتون نيوشاتل. يقدر عدد سكانها بـ 37,523 نسمة.

## المدن التوأمة
للمدينة اتفاقية توأمة مع:
- فراميريس،  بلجيكا

## أعلام
- جان فرانسوا باليستر
- بيير أوبيرت
- ميلوراد ميلوتينوفتش
- كونستنت جيرارد
- لويس شيفروليه
- ليوناردو بيبولي
- أرمان بورل
- لو كوربوزييه